# Shanghai United
El Shanghai United (en chino simplificado, 上海联城中邦) fue un club de fútbol chino, de la ciudad de Shanghái. Fue fundado en 2003, jugando dos años en la SuperLiga China.
El club era propiedad de Zhu Jun, dueño de la segunda compañía China más importante de juegos En línea. 
Tras pasar por varios propietarios, en 2007 Zhu Jun compró una participación mayoritaria del Shanghai Shenhua, tras esto fusionó ambos clubes.